# امین‌الله زبیر
امین‌الله زبیر (پشتو: امین‌الله زبیر) یک سیاستمدار طالبان افغان است که در حال حاضر به عنوان والی ولایت دایکندی از اوت ۲۰۲۱ فعالیت می‌کند.